# Marie (film, 1985)
Pour les articles homonymes, voir Marie.
Pour plus de détails, voir Fiche technique et Distribution.
Marie est un film américain réalisé par Roger Donaldson, sorti en 1985. Il s'agit d'un film biographique sur Marie Ragghianti (en), adapté du livre Marie: A True Story de Peter Maas publié en 1983.

## Synopsis
Dans les années 1970, Marie Ragghianti travaille au Board of Pardons and Paroles du Tennessee, qui gère notamment les libérations conditionnelles des prisonniers. Elle va découvrir la corruption qui y règne. Elle se rend compte que certains détenus sont relâchés après avoir apporté un soutien financier au gouverneur du Tennessee, Ray Blanton. Marie va devoir se battre pour affronter ce système et l'institution.

## Fiche technique
Sauf indication contraire, les informations mentionnées dans cette section peuvent être confirmées par la base de données cinématographiques IMDb,  présente dans la section « Liens externes ».
- Titre original et français : Marie
- Réalisation : Roger Donaldson
- Scénario : John Briley, d'après le livre Marie: A True Story de Peter Maas[1]
- Direction artistique : Ron Foreman
- Musique : Francis Lai
- Photographie : Chris Menges
- Montage : Neil Travis
- Décors : Edward 'Tantar' LeViseur[2]
- Costumes : Joe I. Tompkins (en)[3]
- Production : Frank Capra Jr. et Elliot Schick[4]
- Société de production : Dino De Laurentiis Company
- Distribution : MGM/UA Company et Metro-Goldwyn-Mayer
- Pays de production :  États-Unis
- Langue originale : anglais
- Format : couleur - 2.35:1 - son stéréo
- Genre : drame biographique
- Durée : 112 minutes
- Date de sortie :
  - États-Unis : 27 septembre 1985

## Distributions
- Sissy Spacek : Marie Ragghianti (en)
- Jeff Daniels : Eddie Sisk
- Keith Szarabajka : Kevin McCormack
- Morgan Freeman : Charles Traughber
- Fred Dalton Thompson : lui-même
- Don Hood : le gouverneur du Tennessee Ray Blanton (en)
- Lisa Banes : Toni Greer
- Trey Wilson : l'agent du FBI
- John Cullum : le procureur général
- Graham Beckel : Charlie Benson
- Macon McCalman : Murray Henderson
- Collin Wilcox Paxton : Virginia
- Robert Green Benson III : Dante Ragghianti
- Dawn Carmen : Therese Ragghianti
- Shane Wexel : Ricky Ragghianti
- Melissa Sue Anderson : la petite-amie de Tommy Fratter (non créditée)

## Production
Jessica Lange est initialement envisagée pour le rôle principal. Il revient finalement à Sissy Spacek.
Ce film marque le début de la carrière d'acteur de Fred Thompson. Ce dernier, avocat de formation, incarne ici son propre rôle car il a travaillé sur l'affaire relatée dans le film.
Le tournage a lieu à dans le Tennessee (notamment dans l'ancienne prison d'État du Tennessee située Nashville) et à Wilmington en Caroline du Nord.

## Accueil
Aux États-Unis, le film récolte 2 507 995 $ au box-office.